# Курдская письменность
Ку́рдская пи́сьменность (курд. ئەلفوبێکانی کوردی, Alfabeyên kurdî) — системы записи, используемые для курдского языка (языков). У курдов нет единообразной письменности и в настоящее время, независимо от принадлежности к конкретному диалекту, используются алфавиты на латинской (Турция, Сирия, Грузия, Азербайджан) и арабской (Ирак и Иран) графических основах. Езиды Армении пользуются кириллицей. Исторически для записи курдского языка использовались и другие системы письма. До начала XX века алфавит на основе арабской письменности был единственным, использовавшимся для курдского языка

## Латинский алфавит

### Латинский алфавит в СССР

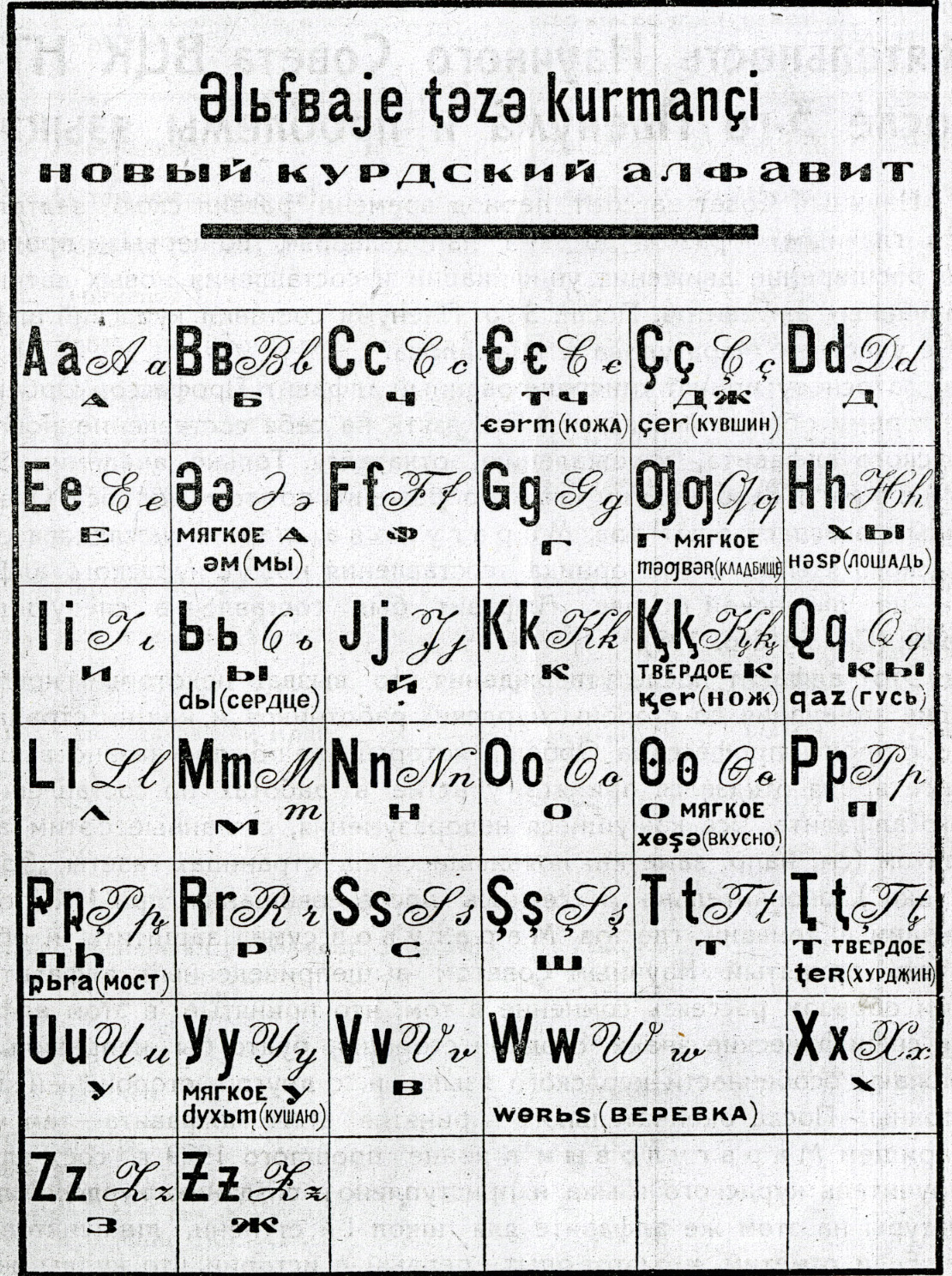
Курдский алфавит 1929 года

В 1920-е годы шёл процесс латинизации письменностей народов СССР. В рамках этого процесса был разработан и курдский латинизированный алфавит. В 1928 году Исаак Марогулов представил первый проект такого алфавита. Он включал следующие буквы: A a, B b, C c, Ç ç, D d, E e, Ә ə, F f, G g, Г г, H h, I i, Ь ь, J j, K k, R ʀ, L l, M ᴍ, N ɴ, O o, Ө ɵ, W w, P p, Ƞ n, Q q, Ч ɥ, S s, Ш ш, Ц ц, T t, ℳ m, U u, Y y, V v, X x, Z z, Ƶ ƶ, причём фонетическое некоторых из них отличалось от общепринятого (например R ʀ обозначало звук [kʰ], а Ч ɥ — звук [ɾ]). Вскоре И. Марогулов совместно с Арабом Шамиловым доработали этот проект и 25 февраля 1929 года латинизированный алфавит для курдов СССР был утверждён. Этот алфавит учёл недостатки алфавита на основе армянской графики и полностью отражал фонемный состав курдского языка.
Несмотря на то, что новый алфавит был ориентирован на говор курдов Армянской ССР, его применение было возможным также и в Азербайджанской, и в Туркменской ССР.
Впоследствии в этот алфавит вносились некоторые изменения. К середине 1931 года алфавит выглядел так:
| A a | B b | C c |     | Ç ç | D d | E e | Ә ә | F f | G g | Ƣ ƣ | H h | I i |
| Ь ь | J j | K k | Ⱪ ⱪ | Q q | L l | M m | N n | O o | P p |     | R r | S s |
| Ş ş | T t |     | U u | Y y | V v | W w | X x | Z z | Ƶ ƶ | ħ   | Ə̀ ə̀ |     |

Позднее в алфавит были введены буквы Ꞑ ꞑ и Ө ө, исключены Ħ ħ и Ə̀ ə̀. Этот алфавит использовался в СССР до 1946 года.
В алфавите, использовавшемся в Туркменской ССР, не было букв Y y, Ħ ħ и Ə̀ ə̀.

### Латинский алфавит в Курдистане
В конце 1920-х годов вопрос о латинизации курдского алфавита был поднят не только в СССР, но и в других странах — Сирии и Ираке. В 1932 году курдский деятель Джаладат Али Бадыр-хан, живший в то время в Сирии, составил алфавит для курманджи на латинской основе. На этом алфавите он начал выпускать журнал «Хавар», а также учебную литературу. Позднее этот алфавит распространился в Турции, а потом и в курдской диаспоре в Европе, став, де-факто, основным стандартом латинизированной курдской письменности.
В Ираке с 1930-х годов также предпринимались попытки создания латинизированного алфавита. Он не имел стабильной нормы и различался от издания к изданию. Так, в одном из справочников указывается, что этот алфавит помимо стандартных букв латинского алфавита включает буквы и диграфы ê, ö, ch, dh, gh, lh, rh, sh, th, iy, uu. В другом — ê, ö, ch, gh, kh, lh, ph, rh, sh, th, zh, iy. Изданный же в Эрбиле в 1960 году букварь приводит такой алфавит: A a, B b, C c, Ç ç, D d, E e, Ê ê, F f, G g, H h, Ḧ ḧ, I i, Î î, J j, K k, L l, L̈ l̈, M m, N n, O o, P p, Q q, R r, R̈ r̈, S s, Ş ş, T t, U u, Û û, V v, W w, X x, Ẍ ẍ, Y y, Z z.
Ещё один вариант курдского латинизированного алфавита был предложен Курдской академией языка. Этот проект получил название Yekgirtú и включает следующие буквы: A a, B b, C c, D d, E e, É é, F f, G g, H h, I i, Í í, J j, Jh jh , K k, L l, Ll ll, M m, N n, O o, P p, Q q, R r, Rr rr, S s, Sh sh, T t, U u, Ú ú, Ù ù, V v, W w, X x, Y y, Z z. Применялся также алфавит C. M. Jacobson’а, в котором вместо букв I i, Î î, Û û используются I ı, İ i, Ü ü, но его также вытеснил алфавит Бадыр-хана.
Некоторые ученые предложили внести незначительные дополнения в алфавит Бадыр-хана, чтобы сделать его более удобным для пользователя. В первоначальном варианте алфавита Бадыр-хана использовались также буквы Ḧ ḧ и Ẍ ẍ, но в настоящее время они используются только сирийскими курдами. К недостаткам этого алфавита относят отсутствие отдельных знаков для придыхательных звуков [k], [t], [p], неразличение раскатистого и нераскатистого [r], мягкого и твёрдого [t͡ʃ], закрытого и открытого [ɛ].
Современный курдский латинизированный алфавит имеет следующий вид:
| A a | B b | C c | Ç ç | D d | E e | Ê ê | F f | G g | H h | I i |
| Î î | J j | K k | L l | M m | N n | O o | P p | Q q | R r | S s |
| Ş ş | T t | U u | Û û | V v | W w | X x | Y y | Z z |     |     |

Для зазаки также используется алфавит Бадыр-хана (хаварский алфавит), но с добавочной буквой Ğ	ğ.

### Латинский алфавит в Закавказье
В 1990-х годах этот алфавит был введён также для курдов Азербайджана, заменив кириллицу. В начале 1990-х годов в азербайджанских изданиях на курдском языке из-за отсутствия шрифтов использовалась суррогатная латиница с апострофами вместо диакритических знаков.
Курды Армении и Грузии с начала 2000-х годов используют свой латинизированный алфавит, созданный путём прямой транслитерации прежнего кириллического алфавита. Он включает следующие буквы: A a, B b, C c, Ç ç, Ç' ç', D d, E e, E' e', Ê ê, F f, G g, H h, H' h', I i, Î î, J j, K k, K' k', L l, M m, N n, O o, P p, P' p', Q q, R r, R' r', S s, Ş ş, T t, T' t', U u, Û û, V v, W w, X x, X' x', Y y, Z z.

## Арабский алфавит

Диаграмма, сравнивающая курдский, персидский и арабский алфавиты

Курдская письменность на основе арабского письма возникла в Средние Века. Старейшие из сохранившихся курдских текстов на арабице датируются IX—X веками. Предполагается, что курды начали использовать модифицированный вариант консонантной арабской письменности с XIII века. Эти тексты были написаны на диалектах горани и курманджи.
До начала XX века этот алфавит был единственным, использовавшимся для курдского языка. Реформы XX века вытеснили арабский шрифт у курдов Турции, Сирии и СССР, но в Иране и Ираке этот алфавит употребляется по настоящее время. Алфавит имеет следующий вид:
| ﺋ | ا | ب | پ | ت | ﺝ  | ﭺ | ﺡ | ﺥ | ﺩ | ﺭ | ڕ |
| ز | ژ | س | ش | ع | غ  | ف | ڤ | ق | ک | گ | ل |
| ڵ | م | ن | ﯙ | و | وو | ھ | ه | ێ | ی |   |   |

Саид Кабан Садки считается человеком, который стандартизировал курдский язык на основе арабицы (33 буквы). В отличие от персидской письменности, представляющий собой абджад, соранский является алфавитом, в котором гласные обязательны, что значительно облегчает чтение письма.
Этот алфавит в XX веке долгое время не имел стабильной нормы, поэтому в разных изданиях использовались разные его версии. Так, звуки [iː], [e], [j] обозначались одним знаком ى; звук [aː] то ﺍ, то ئا, то آ; твёрдый и мягкий [r] — одним знаком ر; твёрдый и мягкий [l] — одним знаком ل; иногда твёрдый [r] обозначался как رر; звуки [o], [œ], [uː], [w] передавались одним знаком و. Кроме того Курдская академия наук в Ираке рекомендовала вместо надстрочного и подстрочного диакритического знака ˇ использовать только надстрочный знак ˉ.
В XXI веке алфавит имеет стандартизированный вид и используется иракскими и иранскими курдами. Сорани, один из двух литературных норм курдского языка (наряду с курманджи), записывается именно на этом алфавите, хотя он используется и для других курдских диалектов, если их носители проживают в Ираке (Южном Курдистане) или Иране (Восточном Курдистане).

## Кириллица
В ходе процесса кириллизации (одним из последних в СССР) в 1946 году был составлен и утверждён курдский алфавит на основе кириллицы. Его автором был Аджиэ Джинди. Алфавит имел следующий вид:
| А а | Б б   | В в | Г г   | Гʼ гʼ | Д д | Е е   | Ә ә | Әʼ әʼ | Ж ж |
| З з | И и   | Й й | К к   | Кʼ кʼ | Л л | М м   | Н н | О о   | Ӧ ӧ |
| П п | Пʼ пʼ | Р р | Рʼ рʼ | С с   | Т т | Тʼ тʼ | У у | Ф ф   | Х х |
| Һ һ | Һʼ һʼ | Ч ч | Чʼ чʼ | Ш ш   | Щ щ | Ь ь   | Э э | Ԛ ԛ   | Ԝ ԝ |

Апостроф после букв имел несколько функций. В буквах к' п' т' он обозначал придыхание; в г' — увулярность; в ч' — палатальность; в р' — раскатистость; в һ' — верхнефарингальность; в ә' — фарингализацию.
После распада СССР этот алфавит постепенно выходит из употребления и заменяется латиницей, но на нём по состоянию на 2021 год печатается, например, езидская газета «Эздиханә», а в 2022 в России на кириллице был издан езидский букварь.

## Исторические алфавиты
Исторически существовал также курдский алфавит на основе армянского письма (СССР, 1921—1928). Известны также рукописи, написанные оригинальным езидским письмом, пехлевийским и старокурдским.

### Пехлевийское письмо
До VII века курды использовали пехлевийскую письменность, но перестали её использовать после арабского завоевания курдов.
Известным примером использования пехлевийской письменности среди курдов является Сулейманийский пергамент.

### Старокурдский алфавит

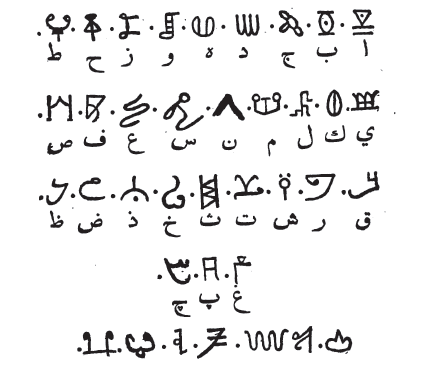
Старокурдский алфавит из книги «Шаук аль-Мустахам», IX век

В Золотой век ислама существовал также курдский алфавит (условно именуемым «старокурдским»), происхождение которого не совсем ясно. Он был задокументирован в книге Шаук аль-Мустахам, которая была написана в 856 году.

### Езидское письмо

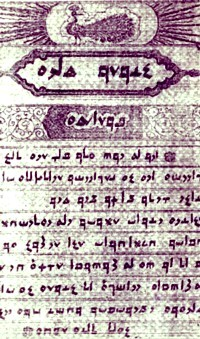
Страница из рукописи «Кетебе Джилве»

Известны две езидских рукописи религиозного содержания, написанные оригинальным езидским письмом. Время их написания является предметом дискуссии — называются как XI—XII, так и XVII века. Кроме того, ряд специалистов считает эти рукописи подделкой XIX века. Рукописи были впервые опубликованы в 1911 году. По оценкам исследователей езидское письмо является развитием несторианского, либо яковитского письма.
В 2013 году Духовный совет езидов Грузии принял решение о возрождении езидского письма. С этой целью письмо езидских рукописей было реформировано — добавлено несколько новых знаков, а ряд ранее использовавшихся из алфавита исключён. Ныне реформированный езидский алфавит используется в религиозной практике в езидском храме в Тбилиси, а в 2018 году на нём вышел сборник молитв.

### Алфавит на основе армянской графики

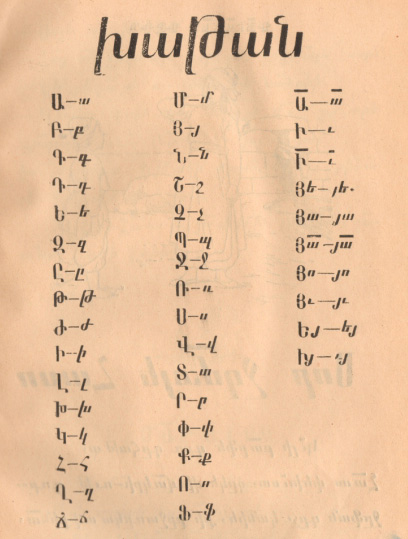
Курдский алфавит 1921—1928 годов на основе армянского

В 1921 году в Тифлисе Акобом Казаряном был издан курдский букварь ՇԱ̅ՄՍ (Шамс «Солнце»), использовавший алфавит на основе армянской письменности. Есть данные, что использовался и другой вариант этого алфавита, с дополнительной схожей с m буквой ՠ (перевёрнутая ա).
Курдский алфавит на армянской графической основе оказался не вполне удачным. Так, в нём не нашли отражения фонемы [h'], [q], [ә']. Имелись и другие недостатки, что свидетельствовало о недостаточном соответствии букваря курдской фонетике. Широкого распространения этот алфавит не получил.

## Таблица соответствия алфавитов
| Современная латиница (Хавар) | Советская латиница | Латиница «Dengê Kurd» (1992) | Кириллица | Соранский алфавит (отдельно стоящие) | Соранский алфавит (в начале слова) | Соранский алфавит (в середине слова) | Соранский алфавит (в конце слова) | Армянское письмо | МФА   |
| ---------------------------- | ------------------ | ---------------------------- | --------- | ------------------------------------ | ---------------------------------- | ------------------------------------ | --------------------------------- | ---------------- | ----- |
| A a                          | A a                | A a                          | A a       | ا                                    | ئا                                 | —                                    | ـا                                | Ա ա              | [aː]  |
| B b                          | B в                | B b                          | Б б       | ﺏ                                    | ﺑ                                  | ـبـ                                  | ـب                                | Պ պ              | [b]   |
| C c                          | Ç ç                | C c                          | Щ щ       | ﺝ                                    | ﺟ                                  | ـجـ                                  | ـج                                | Ճ ճ              | [d͡ʒ]  |
| Ç ç                          | C c                | C' c'                        | Ч ч       | چ                                    | ﭼ                                  | ـچـ                                  | ـچ                                | Ջ ջ              | [t͡ʃʰ] |
| Ç' ç'                        | Є є                | —                            | Ч' ч'     |                                      |                                    |                                      |                                   | Չ չ              | [t͡ʃʲ] |
| D d                          | D d                | D d                          | Д д       | ﺩ                                    | —                                  | —                                    | ــد                               | Տ տ              | [d]   |
| E e                          | Ә ә                | E e                          | Ә ә       | ﮦ                                    | ﺋﮫ                                 | —                                    | ﮫ                                 | Ա̅ ա̅              | [ɛː]  |
| E' e'                        | Ә́ ә́                | —                            | Ә' ә'     |                                      |                                    |                                      |                                   |                  |       |
| Ê ê                          | E e                | E' e'                        | E e (Э э) | ێ                                    | ئێـ                                | ـێـ                                  | ـێ                                | Ե ե              | [e]   |
| F f                          | F f                | F f                          | Ф ф       | ﻑ                                    | ﻓ                                  | ـفـ                                  | ﻒ                                 | Ֆ ֆ              | [f]   |
| G g                          | G g                | G g                          | Г г       | ﮒ                                    | ﮔ                                  | ـگـ                                  | ـگ                                | Կ կ              | [ɡ]   |
| H h                          | H h                | H h                          | Һ h       | ﻫ                                    | ﻫ                                  | ـهـ                                  | ـهـ                               | Հ հ              | [h]   |
| Ḧ ḧ; H' h'                   | Ħ ħ                | —                            | Һ’ h’     | ح                                    | حـ                                 | ـحـ                                  | ـح                                |                  | [ħ]   |
| —                            | —                  | —                            | —         | ع                                    | عـ                                 | ـعـ                                  | ـع                                |                  | [ʕ]   |
| I i                          | Ь ь                | I i                          | Ь ь       | —                                    | —                                  | —                                    | —                                 | Ը ը              | [ɯ]   |
| Î î                          | I i                | I' i'                        | И и       | ﯼ                                    | ﺋﯾ                                 | ـيـ                                  | ﯽ                                 | Ի ի              | [iː]  |
| J j                          | Ƶ ƶ                | J j                          | Ж ж       | ﮊ                                    | —                                  | —                                    | ـژ                                | Ժ ժ              | [ʒ]   |
| K k                          | K k                | K k                          | К к       | ﮎ                                    | ﮐ                                  | ـکـ                                  | ﮏ                                 | Գ գ              | [k]   |
| K' k'                        | Ⱪ ⱪ                | —                            | К' к'     |                                      |                                    |                                      |                                   | Ք ք              | [kʰ]  |
| L l                          | L l                | L l                          | Л л       | ﻝ                                    | ﻟ                                  | ـلـ                                  | ـل                                | Լ լ              | [l]   |
| —                            | —                  | —                            | —         | ڵ, ڶ                                 | ڵــ, ڶــ                           | ـڵـ, ـڶـ                             | ـڵ, ـڶ                            |                  | [lˁ]  |
| M m                          | M m                | M m                          | М м       | ﻡ                                    | ﻣ                                  | ـمـ                                  | ـم                                | Մ մ              | [m]   |
| N n                          | N n                | N n                          | Н н       | ﻥ                                    | ﻧ                                  | ـنـ                                  | ـن                                | Ն ն              | [n]   |
| O o                          | O o                | O o                          | О о       | ۆ                                    | ئۆ                                 | -                                    | ـۆ                                | Ո ո              | [o]   |
| P p                          | P p                | P p                          | П п       | پ                                    | پــ                                | ـپـ                                  | ـپ                                | Բ բ              | [p]   |
| P' p'                        | Ҏ ҏ                | —                            | П' п'     |                                      |                                    |                                      |                                   | Փ փ              | [pʰ]  |
| Q q                          | Q q                | Q q                          | Ԛ ԛ       | ﻕ                                    | ﻗ                                  | ـقـ                                  | ـق                                |                  | [q]   |
| R r                          | R r                | R r                          | Р р       | ﺭ                                    | —                                  | —                                    | ـر                                | Ր ր              | [ɾ]   |
| R' r'                        | —                  | —                            | Р’ р’     | ڕ, ڒ, ڔ                              | —                                  | —                                    | ـڕ, ـڒ, ـڔ                        | Ռ ռ              | [r]   |
| S s                          | S s                | S s                          | С с       | ﺱ                                    | ﺳ                                  | ـسـ                                  | ـس                                | Ս ս              | [s]   |
| Ş ş                          | Ş ş                | S' s'                        | Ш ш       | ﺵ                                    | ﺷ                                  | ـشـ                                  | ـش                                | Շ շ              | [ʃ]   |
| T t                          | T t                | T t                          | Т т       | ﺕ                                    | ﺗ                                  | ـتـ                                  | ـت                                | Դ դ              | [t]   |
| T' t'                        | T̡ t̡                | —                            | Т' т'     |                                      |                                    |                                      |                                   | Թ թ              | [tʰ]  |
| U u                          | Ө ө                | U u                          | Ӧ ӧ       | ﻭ                                    | —                                  | —                                    | ـو                                | Ւ ւ              | [œ]   |
| Û û                          | U u                | U' u'                        | У у       | ﻭﻭ, ۇ                                | —                                  | —                                    | ـوﻭ, ـۇ                           | Ւ̅ ւ̅              | [uː]  |
| —                            | —                  | —                            | —         | ۈ                                    | —                                  | —                                    | ـۈ                                |                  | [ʉː]  |
| V v                          | V v                | V v                          | B в       | ڤ, ۋ                                 | ڤـ                                 | ـڤـ                                  | ـڤ ,ـۋ                            | Վ վ              | [v]   |
| W w                          | W w                | W w                          | Ԝ ԝ       | ﻭ                                    | —                                  | —                                    | ـو                                |                  | [w]   |
| X x                          | X x                | X x                          | Х х       | ﺥ                                    | ﺧ                                  | ـخـ                                  | ـخ                                | Խ խ              | [x]   |
| Ẍ ẍ; X' x'                   | Ƣ ƣ                | —                            | Г' г'     | ﻍ                                    | ﻏ                                  | ـغـ                                  | ـغ                                | Ղ ղ              | [ɣ]   |
| Y y                          | J j                | Y y                          | Й й       | ﯼ                                    | يـ                                 | —                                    | —                                 | Յ յ              | [j]   |
| Z z                          | Z z                | Z z                          | З з       | ﺯ                                    | —                                  | —                                    | ـز                                | Զ զ              | [z]   |